# Gamab
Gamab je bog stvarnik in bog usode pri Bergodamih v Namibiji.
V rokah boga Gamabe sta življenje in smrt. Kadar svojo puščico nameri v 
ljudi, morajo le ti umreti. Od njega je odvisna lovska sreča, pa tudi ali bo nabiralec naletal na zelišča.